# Cloephoracris festae
Cloephoracris festae är en insektsart som först beskrevs av Giglio-tos 1897.  Cloephoracris festae ingår i släktet Cloephoracris och familjen Romaleidae. Inga underarter finns listade i Catalogue of Life.